# Сульфагуанидин
Сульфагуанидин — противомикробное лекарственное средство бактериостатического действия из группы сульфаниламидов. Используется для лечения кишечных инфекций, включая бактериальную дизентерию, и для предоперационной подготовки кишечника. Как и другие сульфаниламиды, обладает нефротоксичностью и рядом других серьёзных побочных эффектов, в связи с чем в ряде стран (Германия, Дания, Турция и др.) препарат запрещён к применению.